# والتر کائوش
والتر کائوش (آلمانی: Walther Kausch؛ ۱۷ ژوئیهٔ ۱۸۶۷ – ۲۴ مارس ۱۹۲۸) یک جراح، و استاد دانشگاه اهل آلمان بود.
شهرت او به‌واسطهٔ کمک به تکامل و بهبود روش جراحی پانکراتیکودئودنکتومی است که گاهی روش «جراحی کائوش-ویپل» نامیده می‌شود.
او دانش‌آموختهٔ رشته جراحی در دانشگاه برسلاو بود که در زمان خود یکی از بزرگترین مراکز جراحی جهان محسوب می‌شد.
وی در سال ۱۹۲۸ میلادی در حالی که مشغول جراحی یک آپاندیسیت سوراخ‌شده بود، دچار آمبولی ریه شد و درگذشت.